# بلاي (قرية)
بلاي إحدى قرى مركز السنطة التابع لمحافظة الغربية بجمهورية مصر العربية.

## التاريخ
قرية بلاي من القرى القديمة، حيث وردت باسم «بلايه» في أعمال السمنودية ضمن قرى الروك الصلاحي التي أحصاها ابن مماتي في كتاب قوانين الدواوين، كما وردت باسم «بلايه» في أعمال الغربية ضمن قرى الروك الناصري التي أحصاها ابن الجيعان في كتاب «التحفة السنية بأسماء البلاد المصرية». وفي العصر العثماني وردت باسم «بلايه» في التربيع العثماني الذي أجراه الوالي العثماني سليمان باشا الخادم في عصر السلطان العثماني سليمان القانوني ضمن قرى ولاية الغربية، وفي تاريخ 1228هـ/1813م الذي عدّ قرى مصر بعد المسح الذي قام به محمد علي باشا باسم «بلاي» ضمن قرى مديرية الغربية.

## السكان
بلغ عدد سكان بلاي 10,421 نسمة حسب تقدير عام 2018.
| السنة  | 1882 | 1897 | 1907 | 1927 | 1947 | 1960 | 1976 | 1986 | 1996 | 2006  | 2018   |
| ------ | ---- | ---- | ---- | ---- | ---- | ---- | ---- | ---- | ---- | ----- | ------ |
| القرية | 1471 | 2301 | 2156 | 2535 | 2605 | 3089 | 4188 | 5019 | 6298 | 7,328 | 10,421 |